# Fred. Olsen Cruise Lines
Fred. Olsen Cruise Lines er et norsk krydstogt-selskab med fire krydstogtskibe registreret på Bermuda. Selskabet blev grundlagt i 1848 og har hovedkontor i Ipswich, Suffolk i Storbritannien og er ejet af Bonheur og Ganger Rolf. Selskabet er en del af Fred. Olsen Group.

## Selskabets drift
Fred. Olsen Cruise Lines opererer med en flåde bestående af fire krydstogtskibe med destinationer i Canada, Caribien, Afrika og Europa. I maj 2006 annoncerede Fred. Olsen Cruise Lines at de planlægger et køb af et femte skip fra NCL Norwegian Cruise Line, tidligere kendt som Norwegian Crown. Det 34.242 tons tunge skib har 1.004 sengepladser og blev sat i drift første gang i 1988. Fred. Olsen Cruise Lines forventer at overetage skibet i november 2007 og have det klart nyistandsat og med nyt navn tidlig i 2008.

## Flåde
Fartøjer anno 2011:
- Balmoral
- Boudicca
- Braemar
- Black Watch